# 닫힌계
닫힌계(닫힌系)는 자연과학에서 외부와 물질의 소통이 없는 물리적 계를 가리키는 용어이다. 에너지 흐름이 질서에서 무질서로 변환한다는 개념을 포함한다. 열린계와 반대 개념이다. 고립계와 달리 에너지는 소통할 수 있다.
대부분의 닫힌계는 해상도가 제한되어 있다. 이런 현상 때문에 결과물에 큰 차이를 야기시키는데, 이를 '혼돈'(chaos)이라 부른다.

## 같이 보기
- 동역학계
- 고립계
- 열역학계